# NGC 3435
NGC 3435 (другие обозначения — UGC 6025, MCG 10-16-22, ZWG 291.12, IRAS10517+6132, PGC 32786) — спиральная галактика (Sb) в созвездии Большая Медведица.
Этот объект входит в число перечисленных в оригинальной редакции «Нового общего каталога».
В галактике вспыхнула сверхновая SN 1999bh типа Ia, её пиковая видимая звездная величина составила 16,8.